# Полцента с изображением Свободы с заплетёнными волосами
Полцента с изображением Свободы с заплетёнными волосами (англ. Braided Hair Half Cent) — монеты США номиналом в полцента. Чеканились с 1840 по 1857 год. За всё время было выпущено более 500 тысяч экземпляров.

## История
Изображение на монете аналогично центам, чеканившимся в то время. Первые 9 лет выпуска монета производилась лишь качества пруф, и лишь в 1849 году стала выпускаться в том числе для широкого обихода. Данная ситуация является уникальной для монет США.
Все монеты данного типа чеканились на монетном дворе Филадельфии.

## Тираж
| Год  | Отчеканено в Филадельфии |
| ---- | ------------------------ |
| 1840 | (около 25)               |
| 1841 | (около 100)              |
| 1842 | (около 25)               |
| 1843 | (около 25)               |
| 1844 | (около 25)               |
| 1845 | (около 30)               |
| 1846 | (около 25)               |
| 1847 | (около 25)               |
| 1848 | (около 40)               |
| 1849 | 39 864 (около 25)        |
| 1850 | 39 812 (около 25)        |
| 1851 | 147 672 (около 25)       |
| 1852 | (около 50)               |
| 1853 | 129 694                  |
| 1854 | 55 358 (около 25)        |
| 1855 | 56 500 (около 25)        |
| 1856 | 40 230 (около 225)       |
| 1857 | 35 180 (около 275)       |

(в скобках обозначено количество монет качества пруф)
Суммарный тираж монеты составляет более 500 тысяч экземпляров.